# Колибри (группа)
«Коли́бри» — музыкальный коллектив из Санкт-Петербурга, работающий на стыке различных стилей и жанров.

## История
Датой рождения группы принято считать 8 марта 1988 года. Инициатором создания выступила Наталья Пивоварова, которая до этого принимала участие в проекте Сергея Курёхина «Поп-механика» в составе индустриальной группы. Тогда Наталья пригласила девушек из ленинградской около-рок-клубовской тусовки для создания программы «Каникулы любви», состоящей из советских шлягеров 1960-х годов.
Солистками программы выступили Наталья Пивоварова и Елена Юданова. В тот момент группа ещё не имела названия. Первый показ программы состоялся 30 апреля 1988 года на сцене подросткового клуба «Романтик» (Сапёрный переулок, д. 5), худруком в котором работала Наталья. После успеха первой программы Пивоварова предложила девушкам продолжить выступать, но уже с песнями собственного сочинения. Тогда же она и придумала название для группы.
К 1989 году сложился состав группы: Наталья Пивоварова, Елена Юданова, Инна Волкова, Ольга Фещенко и Ирина Шароватова. Тогда же осенью «Колибри» начинают работу над дебютным альбомом Манера поведения. Продюсером записи первых песен — «Американская жена» и «Фудзи» — выступил Михаил Файнштейн. В записи принимал участие и Александр Титов, который впоследствии спродюсировал остальные 13 песен, записанных для альбома. В записи принимали участие музыканты групп «Аквариум», «Nautilus Pompilius», «Телевизор»: Алексей Рацен, Петр Акимов, Олег Сакмаров, Александр Беляев и другие. Название альбома придумал Никита Михайловский. Часть песен (мелодия и текст) была написана Натальей Пивоваровой, часть — Еленой Юдановой.
Во время первой поездки группы во Францию в 1990 году Алексей Хвостенко подарил участницам песню «Орландина». Песню «Голос» для альбома написала Инна Волкова. В 1990 году группа успешно гастролировала во Франции и городах СССР, появлялась на телеэкранах и в прессе. К концу года альбом был готов, а в декабре группа впервые выступила с полноценной программой «Манера поведения» в Архангельске.
Поскольку Пивоварова училась в Институте Культуры на режиссёра массовых зрелищ, «Колибри» сразу сделали ставку на костюмированное шоу, когда зрелищности и музыке уделяется одинаковое внимание. Для каждой из песен, представленных в программе, девушки меняли костюмы, а само исполнение подразумевало театральное действие.
В 1991 году «Колибри» продолжают выступать во Франции и в СССР, участвуют в фестивалях «Интернеделя» в Академгородке Новосибирска (26 апреля — 1 мая), «Les Allumees» в Нанте (14—19 октября). В это же время «Леннаучфильм» снимает документальный фильм «„Колибри“ в Париже и дома» (режиссёр Альберт Мартыненко), премьера которого состоялась 20 мая 1992 года. В том же месяце альбом «Манера поведения», ранее распространявшийся на кассетах и магнитной ленте, выходит на виниловой пластинке фирмой FeeLee, а осенью по лицензии переиздан в США на компакт-диске.
Летом 1992 года «Колибри» записывают альбом «Маленькие трагедии». Инструментальную часть создали джазовые музыканты: аранжировщик Юрий Соболев (Гомберг) («Бригадный подряд», «Пангея», «Н.О.М.») и гитарист Александр Гнатюк. Все пятеро участниц записали песни собственного сочинения, причём в каждой песне солировала автор. В этом же году во Францию уезжает Ольга Фещенко, группа становится квартетом. Осенью 1992 года «Колибри» впервые отправляются на гастроли в Германию, где принимают участие в фестивале рекламы в Дюссельдорфе. Позже группа неоднократно будет с успехом выступать в Германии вплоть до середины 2000-х годов.
31 мая 1993 года «Колибри» выступили в рамках фестиваля «Кинотавр» в Сочи. Там же, на праздновании 40-летия Александра Абдулова в Сочинском цирке, впервые исполнили песню «Жёлтый лист осенний», ставшую в будущем хитом и самой узнаваемой песней группы. В июле 1993 года группа принимает участие в фестивале «Поколение-93» с песнями «Жёлтый лист осенний» и «Фудзи».
Начиная с 1994 года песни «Колибри» стали звучать на радио, группа становится широко известной. Особой популярностью пользуется песня «Жёлтый лист осенний», написанная Еленой Юдановой как пародия на российскую популярную музыку.
Весной 1994 года «Колибри» приступают к записи альбома «Найди десять отличий», саунд-продюсером которого выступили Вячеслав Кошелев (группа «Препинаки») и Андрей Муратов (клавишник групп «ДДТ» и «Зоопарк»). В записи приняли участие музыканты группы «Препинаки» (Наталья Пивоварова была замужем за певцом последних Александром Лушиным), а также гитарист групп «Телевизор» и «Nautilus Pompilius» Александр Беляев, барабанщик группы «Странные игры» Игорь Черидник, аккордеонист Сергей Щураков, ранее принимавший участие в записи первой песни группы «Американская жена». Название альбома придумал московский журналист Эрик Шур. Премьерное прослушивание альбома состоялась на теплоходе «Маршал Рыбалко», следовавшем по маршруту Киев — Одесса с 30 июля по 14 августа 1994 года в рамках международного фестиваля рекламы «Город мастеров».
На CD альбом был издан в 1995 году фирмой «Триарий». В этом же году фирма FeeLee издаёт на CD первые два альбома группы — «Манера поведения» и «Маленькие трагедии». Группа продолжает гастроли по России, Украине, Германии, Финляндии, Швеции. «Колибри» часто появляются в эфирах радиостанций и телеканалов. По итогам 1995 года журнал «Ом» называет «Колибри» лучшей группой года.
В октябре 1995 года режиссёр Евгений Митрофанов снимает для «Колибри» первый профессиональный клип на песню «Волна». Спонсором cъёмок выступил Андрей Якушин, известный как участник музыкального дуэта «Прощай, молодость!». Весной 1996 года за этот клип группа получает гран-при фестиваля «Поколение-95». Далее появляются клипы «Темочка» (1994—1996, режиссёр Олег Флянгольц), «Напрасный полёт» (1996, режиссёр Валерий Хаттин, один из первых отечественных 3D-клипов).
Весной 1996 года «Колибри» пригласили для работы над своим новым альбомом Бес сахара группу «Tequilajazzz», и снова Андрея Муратова, как пианиста и звукорежиссёра. Также в записи принимал участие Вячеслав Кошелев, работавший над предыдущей пластинкой. Планировалось, что новая работа получит название «Принцессы не какают». К концу 1996 года альбом был готов, а весной 1997 года альбом увидел свет и «Колибри» впервые дали серию концертов с живым звуком, сопровождаемые на сцене музыкантами «Tequilajazzz». К этому альбому сняты клипы на песни «А я?» (режиссёр Александр Баширов) и «Карнавал» (режиссёр Мария Соловцова).
Летом 1997 года «Колибри» участвуют в съёмках фильма Александра Баширова «Железная пята олигархии», для которого Инна Волкова написала и исполнила песню «Ты не герой».
Летом 1998 года выходит альбом ремиксов, который так и был назван — «Ремиксы». В записи принимали участие Игорь Вдовин («Ленинград»), Валерий Алахов («Новые композиторы»), а также группы «Deadушки» и «AlexAndroid».
В мае этого же года группа участвовала в фестивале SKIF в Нью-Йорке. По возвращении домой «Колибри» приступили к записи нового альбома с музыкантами «Волковтрио» Владимиром Волковым и Святославом Курашовым. Аранжировщиком и звукорежиссёром записи выступил Влад Жуков. Пластинка не была завершена и впоследствии готовый материал был выпущен под названием TriO¡ в 2001 году.
В декабре 1998 года Наталья Пивоварова покинула «Колибри» ради собственных проектов. Группа продолжила выступать в качестве трио. В 1999 году к группе присоединяются музыкант и аранжировщик Олег Эмиров и гитарист Андрей Градович. «Колибри» меняют формат своих выступлений, отказываясь от работы под «минусовки» в пользу живого звучания. В 1999—2000 годах группа в составе Елена Юданова (вокал), Инна Волкова (вокал), Ирина Шароватова (вокал), Андрей Градович (гитара) и Олег Эмиров (аранжировки, клавишные, синтезаторы, программирование) продолжает выступать по России, гастролирует в Финляндии. В этот же период «Колибри» начинают работу над следующей пластинкой «Любовь и её конечности», продюсером которой становится Олег Эмиров. Помимо самих «Колибри», Эмирова и Градовича в записи принимали участие Алексей Рацен, Игорь Мосин, Сергей Русаков. Работа над альбомом была завершена к концу 2000 года, а в 2002 году материал был издан на CD компанией Real Records. В 2001 году выходит клип «Пластинка» (режиссёр Александр Баширов).
В 2002 году для альбомов каверов Дюши Романова «Колибри» записали «Крюкообразность». Для саундтрека к фильму «Азазель» — «Титулярного советника» Даргомыжского. В 2003 года была записана кавер-версия песни «Аквариума» «10 стрел» для юбилейного сборника. Продюсером этих трёх работ выступил Олег Эмиров.
В марте 2003 года группа гастролирует в Германии. Пятнадцатилетие группы (2003) было отмечено большими концертами совместно с Натальей Пивоваровой в клубе «Б-2» (Москва) и Театре Эстрады (Санкт-Петербург). С юбилеем музыкантов поздравили Андрей Макаревич, Сергей Шнуров, Александр Скляр, Андрей Якушин и другие. В этом же году группу покидает Олег Эмиров, а в 2004 году — Андрей Градович. В 2004 году «Колибри» и Пивоварова объединились ещё раз и отпраздновали своё 16-летие совместным выступлением в клубе «Порт».
С конца 2004 по 2011 год «Колибри» выступают на сцене в сопровождении группы Soundscript33. С этим же составом группа записывает альбом «Железные звёзды» в 2008—2009 годах.
24 сентября 2007 года экс-участница и основатель «Колибри» Наталья Пивоварова погибла в автокатастрофе. Уже после её гибели в 2008 году на экраны выходит фильм «Стиляги» (режиссёр Валерий Тодоровский), в котором звучит кавер-версия песни «Американская жена» с изменённым текстом.
В ноябре 2009 года состоялся интернет-релиз альбома «Железные звёзды». Фактически, за небольшим исключением, альбом представляет собой фиксацию концертных аранжировок, с которыми группа выступала в этот период. В 2010 году запись выходит на компакт-диске на фирме «АнТроп». С 2011 года «Колибри» прекращают концертную деятельность, сделав исключение лишь в 2013 году, выступив на юбилейном вечере Натальи Пивоваровой с песней «Океан».
В 2013 году в честь 25-летия «Колибри» в сети выходит сборник «Апокрифы», собранный из редких и неизданных записей группы.
В декабре 2019 года группа объявила о записи своего последнего альбома. Средства на запись были собраны с помощью краудфандинга на платформе «Планета». Саунд-продюсерами альбома выступили Виктор Санков и Олег Эмиров. Релиз альбома «Счастья нет» состоялся 13 мая 2021 года.

## Участники
- Елена Юданова — вокал, музыка, тексты
- Инна Волкова — вокал, музыка, тексты
- Ирина Шароватова (Кооп) — вокал, музыка, тексты
- Виктор Санков — аранжировки, гитары, бас-гитара, флейта, семплы, программирование (сессионно)

## Бывшие участники
- Наталья Пивоварова (ум. 2007).
- Ольга Фещенко (до 1993 года)[17]
- Олег Эмиров (ум. 2021) — аранжировки, программирование, синтезаторы (сессионно)

## Стиль
Группа работает в направлении экспериментального рока, в их музыке смешались самые разные стили и жанры — от шансона и довоенного кабаре до ретро-киномузыки 1960-х годов, от поп-баллад до «новой волны», от современной электроники до рэгги, пост-панка. Отличительная особенность группы — театральное и костюмированное действие во время живых выступлений. Такие выступления сочетают музыкальное творчество с пластическими искусствами, театром и концептуальными костюмами. Песни группы, за редким исключением, авторские — мелодия и текст написаны самими исполнительницами. Автор многих песен — Елена Юданова.

## Дискография
| Год  | Название                              | Примечания |
| ---- | ------------------------------------- | --- |
| 1991 | Манера поведения при уч. гр. Аквариум | Feelee Records. Студийный альбом. LP — 1992, CD — 1992 (США), 1995.                                                            |
| 1992 | Маленькие трагедии                    | Feelee Records. Студийный альбом. CD — 1995.                                                                                   |
| 1995 | Найди десять отличий                  | «Триарий». Студийный альбом. Записан в 1994 году.                                                                              |
| 1997 | Бес Сахара при уч. Tequilajazzz       | Gala Records. Студийный альбом                                                                                                 |
| 1998 | Ремиксы                               | Gala Records. Студийный альбом                                                                                                 |
| 2001 | TriOI                                 | «Tri Kita». Сингл. Записан в 1998 году.                                                                                        |
| 2002 | Любовь и её конечности                | Real Records. Студийный альбом. Записан в 2000 году.                                                                           |
| 2009 | Железные Звезды                       | Студийный альбом, сетевая премьера на kroogi.ru в ноябре 2009 года. На физическом носителе вышел в 2010 году на фирме «АнТроп» |
| 2021 | Счастья нет                           | Студийный альбом. Сетевая премьера — 13 мая 2021 года. CD — июнь 2021, LP — ноябрь 2021.                                       |

### Сборники
- «Живая коллекция» (1998)
- «Апокрифы» (2013)[a]

## Фильмография
| Год  | Название                | Примечания           |
| ---- | ----------------------- | -------------------- |
| 1992 | Колибри в Париже и дома | Документальный фильм |
| 1997 | Железная пята олигархии | Художественный фильм |

## Видеоклипы группы
| Год  | Название                 | Автор                                                           | Режиссёр           | Примечания |
| ---- | ------------------------ | --------------------------------------------------------------- | ------------------ | --- |
| 1990 | «Я устал»                | муз. и ст. — Наталья Пивоварова                                 | Адриан Аникушин    | ДК Связи, Ленинград |
| 1990 | «Американская жена» (I)  | муз. и ст. — Наталья Пивоварова                                 | Адриан Аникушин    | ДК Связи, Ленинград |
| 1991 | «Город»                  | муз. и ст. — Елена Юданова                                      | Игорь Нургалиев    | Академгородок, фестиваль «Интернеделя»                                                                                    |
| 1991 | «Город»                  | муз. и ст. — Елена Юданова                                      | Андрей Базанов     | Ленинградское телевидение                                                                                                 |
| 1992 | «Манера поведения»       | муз. и ст. — Елена Юданова                                      |                    | Германия, Дюссельдорф, в рамках Международного фестиваля видеорекламы                                                     |
| 1992 | «Американская жена» (II) | муз. и ст. — Наталья Пивоварова                                 |                    | Германия, Дюссельдорф, в рамках Международного фестиваля видеорекламы                                                     |
| 1994 | «Я иду»                  | муз. и ст. — Ирина Шароватова                                   | Владимир Бакун     | Теплоход «Маршал Рыбалко», следовавший по маршруту Киев-Одесса в рамках международного фестиваля рекламы «Город мастеров» |
| 1996 | «Волна»                  | муз. и ст. — Сергей Бобров, Александр Лушин, Наталья Пивоварова | Евгений Митрофанов | Гран-при фестиваля «Поколение' 95». Место съёмок — Санкт-Петербург, Ялта.                                                 |
| 1996 | «Темочка»                | муз. и ст. — Наталья Пивоварова                                 | Олег Флянгольц     | Первые съёмки прошли в 1994 году. Клип был доснят и закончен в 1996 году.                                                 |
| 1996 | «Напрасный полет»        | муз. и ст. — Елена Юданова                                      | Валерий Хаттин     | Костюмы, грим — Владимир Бухинник. Один из первых клипов с трехмерной графикой на отечественном телевидении               |
| 1997 | «А я?»                   | муз. и ст. — Инна Волкова                                       | Александр Баширов  | Место съёмок — Санкт-Петербург.                                                                                           |
| 1997 | «Карнавал»               | муз. и ст. — Сергей Бобров                                      | Мария Соловцова    | В главной роли — Пани Броня (Бронислава Анатольевна Дубнер). Костюмы — Владимир Бухинник. Место съёмок — Санкт-Петербург. |
| 1998 | «Вариации»               | муз. и ст. — Елена Юданова                                      | Игорь Нургалиев    | Съёмки проходили в Нью-Йорке. Роль девушки в маске исполнила Александра Паперно.                                          |
| 2001 | «Пластинка»              | муз. и ст. — Инна Волкова                                       | Александр Баширов  | Место съёмок — Санкт-Петербург.                                                                                           |

### Комментарии
1. ↑  Официальный сборник редких записей группы[12], распространяемый через интернет[23].